# Блумингберг (Охајо)
Блумингберг (енгл. Bloomingburg) град је у америчкој савезној држави Охајо.

## Демографија
По попису из 2010. године број становника је 938, што је 64 (7,3%) становника више него 2000. године.
| Група             | 2000.       | 2010.       |
| Белци             | 800 (91,5%) | 825 (88,0%) |
| Афроамериканци    | 42 (4,8%)   | 29 (3,1%)   |
| Азијати           | 0 (0,0%)    | 0 (0,0%)    |
| Хиспаноамериканци | 33 (3,8%)   | 65 (6,9%)   |
| Укупно            | 874         | 938         |